# Порубски-Андьялошине, Мария
Мария Порубски-Андьялошине (венг. Porubszky-Angyalosine Mária; 5 ноября 1945) — венгерская шахматистка, международный мастер среди женщин (1971).

## Биография
Свой первый успех на международной арене одержала в 1970 году, когда за Татьяной Затуловской и Жужой Верёци заняла третье место на международном турнире по шахматам среди женщин в венгерском городе Балатонсеплаке. За этот успех ФИДЕ ее удостоил звания международного мастера среди женщин. Два раза участвовала в зональных турнирах розыгрыша чемпионата мира по шахматам среди женщин (1987, 1991). В 1991 году завоевала бронзовую медаль на чемпионате Венгрии по шахматам среди женщин.
Представляла сборную Венгрии на крупнейших командных шахматных турнирах:
- в шахматных олимпиадах участвовала три раза (1974, 1980—1982). В командном зачете завоевала серебряную (1980) и бронзовую (1982) медаль. В индивидуальном зачете завоевала серебряную (1980) медаль;
- в командном чемпионате Европы по шахматам участвовала в 1992 году.

В 2007 году в Кестхей поделила первое место на международном шахматном турнире среди женщин «Keszthely Open».